# Grosse Sandspitze
La Grosse Sandspitze est une montagne qui s’élève à 2 770 m d’altitude, constituant le point culminant des Alpes de Gailtal, en Autriche.